# Villorobe
Villorobe fue una localidad con categoría de municipio, al que pertenecían el extinto pueblo de Uzquiza y el barrio de Herramel. Tras quedar anegado su casco urbano por las aguas del río Arlanzón, al igual que su pedanía y su barrio como consecuencia de la construcción del llamado embalse de Uzquiza, quedó anexionado al municipio de Villasur de Herreros, en la comarca de Montes de Oca, de la provincia de Burgos, comunidad autónoma de Castilla y León, España.

## Datos generales
Estaba situado a 1096 metros de altitud y 41 km al este de la ciudad de Burgos, en el valle del río Arlanzón, junto a las localidades de Villasur, Úzquiza, Herramel y Alarcia.
Fue uno de los tres pueblos anegados por el embalse de Úzquiza, tras un proceso de construcción que duró siete años.

## Comunicaciones
- Carretera: autonómicas BU-820, de Ibeas a Riocavado y BU-813 a Pradoluengo.

## Demografía
| Gráfica de evolución demográfica de Villorobe entre 1842 y 1981 |
| |
| Población de derecho según los censos de población del INE Población de hecho según los censos de población del INEEntre el censo de 1857 y el anterior, crece el término del municipio porque incorpora a Herramiel y Uzquiza. Entre el censo de 1991 y el anterior, este municipio desaparece porque se integra en el municipio Villasur de Herreros. |

| 1842 |  | 1857 |  | 1860 |  | 1877 |  | 1887 |  | 1897 |  | 1900 |  | 1910 |  | 1920 |  | 1930 |  | 1940 |  | 1950 |  | 1960 |  | 1970 |  | 1981 |
| ---- |  | ---- |  | ---- |  | ---- |  | ---- |  | ---- |  | ---- |  | ---- |  | ---- |  | ---- |  | ---- |  | ---- |  | ---- |  | ---- |  | ---- |
| 57   |  | 538  |  | 566  |  | 565  |  | 555  |  | 555  |  | 585  |  | 524  |  | 492  |  | 562  |  | 438  |  | 438  |  | 343  |  | 295  |  | 267  |

## Historia
El nombre de este pueblo, hoy desaparecido, aparece por primera vez el año 863 en el Cartulario de San Millán de la Cogolla, en una donación hecha por el abad Severo y el conde Diego al monasterio de San Felices de Oca.
Villa perteneciente a la Hermandad de Montes de Oca en el partido Juarros, uno de los catorce que formaban la Intendencia de Burgos durante el periodo comprendido entre 1785 y 1833, tal como se recoge en el Censo de Floridablanca de 1787. Tenía doble jurisdicción, de señorío y de abadengo, esta última, dependiente de la Abadía de Foncea, en Arlanzón, cuyo abad, Dignidad de la Catedral de Burgos nombraba alcalde mayor ordinario de lo civil en este lugar.
Antiguo municipio de Castilla la Vieja en el Partido de Burgos, código INE- 09475, que en el censo de la matrícula catastral contaba con 21 hogares y 57 vecinos. Entre el censo de 1857 y el anterior, crece el término del municipio porque incorpora a 095052 Herramel y 095163 Uzquiza. Entre el censo de 1991 y el anterior, este municipio desaparece porque se integra en el municipio 09463 de Villasur de Herreros. Las tres localidades contaban entonces con 81 hogares y 287 vecinos.

## Últimos pobladores
Los últimos villorobanos o gorrudos abandonaron el pueblo en enero de 1986. Poco después solo quedaban escombros, y en 1987 el agua empezó a inundar el valle.

## Cruz procesional
Se trata de una pieza mozárabe a la que cabe el privilegio de ser las más antigua en metal conocida en Burgos, Se encuentra en el Museo del Retablo de la ciudad de Burgos.

## San Tadrián
Restos de un antiguo monasterio.

## Caserío
Estructurado fundamentalmente en torno a dos calles, la del Puente y La Cazera; y puesto que el río Arlanzón pasaba lamiendo sus casas, es natural que tuviera sus puentes; estos recibían los nombres de Puente de Herramel, Puente de Barbirón u Puente de la Irrán. Las casas, por su lado, estaban distribuidas en tres plantas: la inferior, con establos para las vacas, trojes y leñeras; la superior para la cocina y dormitorios; y el payo, o desván, para los trastos viejos y, a veces para almacenar el grano.